# Diabla Góra (Pojezierze Ełckie)
Diabla Góra(niem. Teufels Berg) – najwyższe wzniesienie na wale moreny czołowej 157 m n.p.m. biegnącym na północny wschód od Srokowa.
Wzniesienie w przeszłości (epoka żelaza) służyło jako cmentarz. W czasie wojny francusko-pruskiej góra obsadzona była artylerią pruską. W czasie I wojny światowej 1 sierpnia 1914 odbyła się tam bitwa artyleryjska, w której klęskę ponieśli Rosjanie.
Na Diablej Górze 13 września 1902 dokonano uroczystego przekazania do użytku wieży Bismarcka. Wieża wybudowana dla upamiętnienia "żelaznego kanclerza" posiadała w górnej części platformę widokową.
W czasie II wojny światowej na Diablej Górze znajdował się posterunek obserwacyjny obrony przeciwlotniczej, który wchodził w skład systemu obrony przeciwlotniczej Wilczego Szańca. Placówka na Diablej Górze należała także do systemu bezpośredniej ochrony kwatery w Mamerkach.
Pozostałości w formie fundamentów po istniejących tu niegdyś budowlach są w części identyczne jak na wzniesieniu w lesie między Wilczym Szańcem a lotniskiem Kętrzyn-Wilamowo. O pozostałościach obiektu w pobliżu Wilczego Szańca Szymańscy piszą w sposób następujący: "Na południe od "Wilczego Szańca" znajdują się ruiny niewielkich budynków i betonowych postumentów. Prawdopodobnie funkcjonowała tu stacja radarowa "Freya" lub "Würzburg", choć mogą być to również fundamenty masztu radiowego".